# Zeilen op de Olympische Zomerspelen 1988

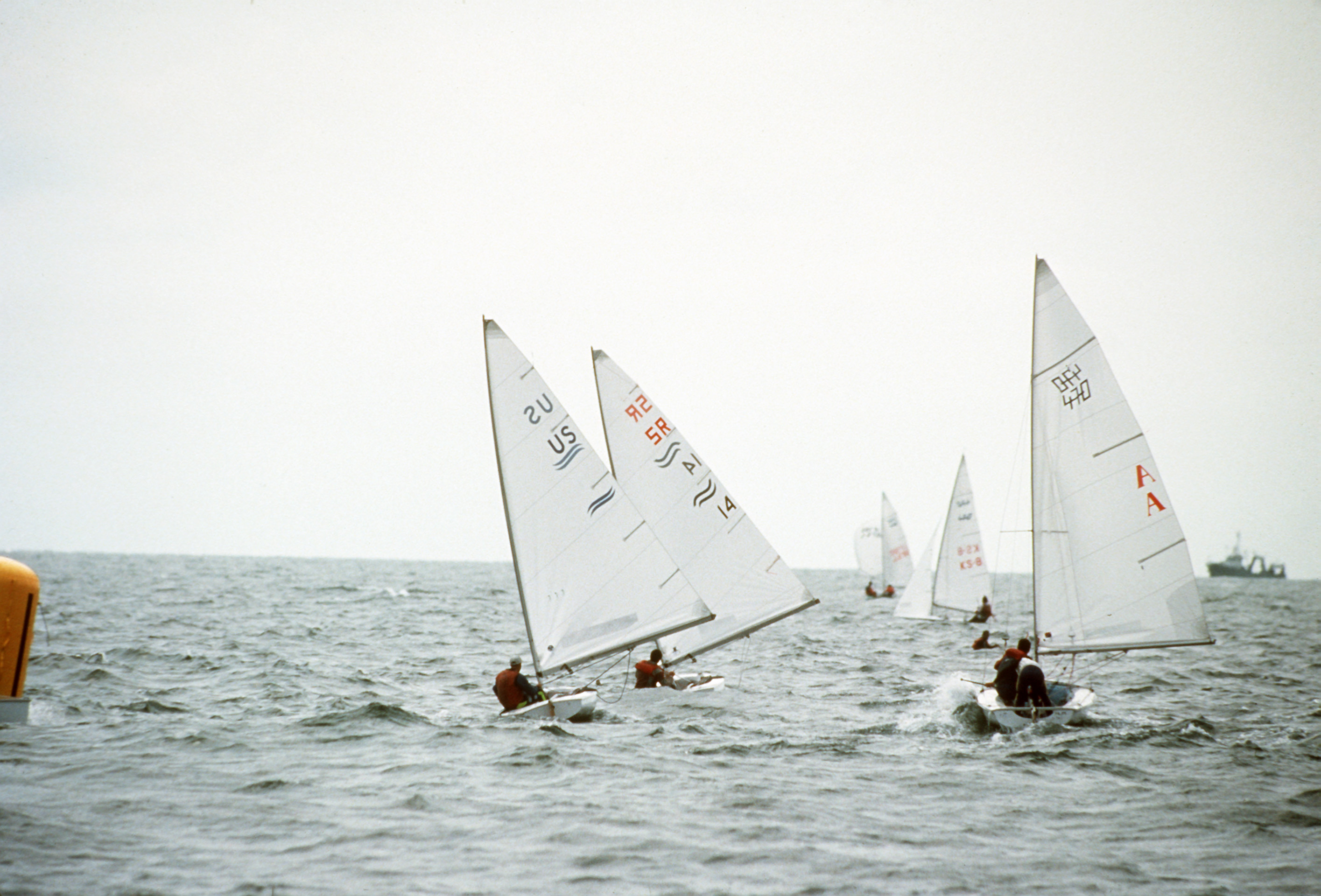
Zeilen op de Olympische Spelen van 1988

Zeilen is een van de sporten die beoefend werden tijdens de Olympische Zomerspelen 1988 in Seoel. De zeilwedstrijden vonden plaats in de Baai van Busan bij de stad Busan.
Er werd in acht klassen om de medailles werd gestreden. Voor het eerst namen de vrouwen in een eigen klasse, de 470, deel aan de zeilwedstrijden. De mannen streden in drie klassen en er waren vier open klassen.
Jan Boersma uit de Nederlandse Antillen veroverde de eerste Olympische medaille ooit voor zijn land; zilver bij het plankzeilen.
Zowel België als Nederland behaalden op deze Spelen geen medailles bij het zeilen.

## Mannen

### Division II
| rang   | sporter          | land                 |
| ------ | ---------------- | -------------------- |
| Goud   | Bruce Kendall    | Nieuw-Zeeland        |
| Zilver | Jan Boersma      | Nederlandse Antillen |
| Brons  | Michael Gebhardt | Verenigde Staten     |

### Finn klasse
| rang   | sporter        | land                        |
| ------ | -------------- | --------------------------- |
| Goud   | José Doreste   | Spanje                      |
| Zilver | Peter Holmberg | Amerikaanse Maagdeneilanden |
| Brons  | John Cutler    | Nieuw-Zeeland               |

### 470 klasse
| rang   | sporter                     | land             |
| ------ | --------------------------- | ---------------- |
| Goud   | Thierry Peponnet/Luc Pillot | Frankrijk        |
| Zilver | Tõnu Tõniste/Toomas Tõniste | Sovjet-Unie      |
| Brons  | John Sadden/Charles McKee   | Verenigde Staten |

## Vrouwen

### 470 klasse
| rang   | sporter                                | land             |
| ------ | -------------------------------------- | ---------------- |
| Goud   | Allison Jolly/Lynne Jewell             | Verenigde Staten |
| Zilver | Marit Söderström/Birgitta Bengtsson    | Zweden           |
| Brons  | Larisa Moskalenko/Irina Shunikhovskaya | Sovjet-Unie      |

## Open Klassen

### Flying Dutchman
| rang   | sporter                                 | land       |
| ------ | --------------------------------------- | ---------- |
| Goud   | Jørgen Bojsen-Møller/Christian Grønborg | Denemarken |
| Zilver | Ole Pollen/Erik Bjørkum                 | Noorwegen  |
| Brons  | Frank McLaughlin/John Millen            | Canada     |

### Star klasse
| rang   | sporter                    | land             |
| ------ | -------------------------- | ---------------- |
| Goud   | Mike McIntyre/Bryn Vaile   | Groot-Brittannië |
| Zilver | Marc Reynolds/Hal Haenel   | Verenigde Staten |
| Brons  | Torben Grael/Nelson Falcao | Brazilië         |

### Tornado klasse
| rang   | sporter                            | land          |
| ------ | ---------------------------------- | ------------- |
| Goud   | Jean-Yves Le Déroff/Nicolas Hénard | Frankrijk     |
| Zilver | Chris Timms/Rex Sellers            | Nieuw-Zeeland |
| Brons  | Lars Grael/Clinio Freitas          | Brazilië      |

### Soling klasse
| rang   | sporter                                        | land             |
| ------ | ---------------------------------------------- | ---------------- |
| Goud   | Jochen Schümann/Thomas Flach/Bernd Jäkel       | DDR              |
| Zilver | John Kostecki/William Baylis/Robert Millingham | Verenigde Staten |
| Brons  | Jesper Bank/Jan Mathiasen/Steen Secher         | Denemarken       |

## Medaillespiegel
| rang   | land                        | goud | zilver | brons | totaal |
| ------ | --------------------------- | ---- | ------ | ----- | ------ |
| 1      | Frankrijk                   | 2    | 0      | 0     | 2      |
| 2      | Verenigde Staten            | 1    | 2      | 2     | 5      |
| 3      | Nieuw-Zeeland               | 1    | 1      | 1     | 3      |
| 4      | Denemarken                  | 1    | 0      | 1     | 2      |
| 5      | DDR                         | 1    | 0      | 0     | 1      |
| 5      | Spanje                      | 1    | 0      | 0     | 1      |
| 5      | Groot-Brittannië            | 1    | 0      | 0     | 1      |
| 8      | Sovjet-Unie                 | 0    | 1      | 1     | 2      |
| 9      | Amerikaanse Maagdeneilanden | 0    | 1      | 0     | 1      |
| 9      | Nederlandse Antillen        | 0    | 1      | 0     | 1      |
| 9      | Noorwegen                   | 0    | 1      | 0     | 1      |
| 9      | Zweden                      | 0    | 1      | 0     | 1      |
| 13     | Brazilië                    | 0    | 0      | 2     | 2      |
| 14     | Canada                      | 0    | 0      | 1     | 1      |
| totaal | totaal                      | 8    | 8      | 8     | 24     |

Athene 1896 · 
Parijs 1900 · 
St. Louis 1904 · 
Londen 1908 · 
Stockholm 1912 · 
Antwerpen 1920 · 
Parijs 1924 · 
Amsterdam 1928 · 
Los Angeles 1932 · 
Berlijn 1936 · 
Londen 1948 · 
Helsinki 1952 · 
Melbourne 1956 · 
Rome 1960 · 
Tokio 1964 · 
Mexico-stad 1968 · 
München 1972 · 
Montréal 1976 · 
Moskou 1980 · 
Los Angeles 1984 · 
Seoel 1988 · 
Barcelona 1992 · 
Atlanta 1996 · 
Sydney 2000 · 
Athene 2004 · 
Peking 2008 · 
Londen 2012 · 
Rio de Janeiro 2016 · 
Tokio 2020 · 
Parijs 2024 · 
Los Angeles 2028

Medaillewinnaars
Atletiek · Badminton (demonstratie) · Basketbal · Boksen · Boogschieten · Gewichtheffen · Gymnastiek · Handbal · Hockey · Honkbal (demonstratie) · Judo · Kanovaren · Moderne vijfkamp · Paardensport · Roeien · Schermen · Schietsport · Schoonspringen · Synchroonzwemmen · Taekwondo (demonstratie) · Tafeltennis · Tennis · Voetbal · Volleybal · Waterpolo · Wielersport · Worstelen · Zeilen · Zwemmen